# Site archéologique de Dubočaj
Le site archéologique de Dubočaj (en serbe cyrillique : Археолошко налазиште Дубочај ; en serbe latin : Arheološko nalazište Dubočaj) est situé sur le territoire de la ville de Belgrade, en Serbie, dans la municipalité de Grocka et sur le territoire de la ville de Grocka. Pour l'essentiel, il remonte à l'Empire romain. En raison de son importance, il figure sur la liste des sites archéologiques protégés de la république de Serbie et sur la liste des biens culturels de la ville de Belgrade.

## Présentation
Le site archéologique de Dubočaj est situé à 2 kilomètres du centre-ville de Grocka, à droite de la route Belgrade–Smederevo. Il a été identifié à un relais routier romain appelé Mutatio ad sextum militarem qui, comme son nom le suggère, était situé à « six milles » de la localité de Tricornium (aujourd'hui Ritopek) et qui protégeait la route de Singidunum (Belgrade) à Viminacium.
En 1963 et 1964, des fouilles systématiques ont permis de mettre au jour les vestiges de bâtiments remontant aux IIe et IIIe siècles, ainsi que les restes d'un relief et de petites sculptures en pierre portant les traces d'un incendie. Les archéologues ont également trouvé sur le site des structures moins solides et des pièces de monnaie du IVe siècle. Les vestiges d'une villa rustica ont été mis au jour.
Un village néolithique appartenant à la culture de Starčevo a également été découvert sur le site.